# 臺中市立鹿寮國民中學
臺中市立鹿寮國民中學（簡稱鹿寮國中）是臺灣臺中市沙鹿區的一間市立國民中學。

## 學區
包含沙鹿區鹿寮里、鹿峰里、竹林里及犁分里。

## 外部連結
- 台中市立鹿寮國民中學